# Доктор Сън (книга)
„Доктор Сън“ (на английски: Doctor Sleep) е роман на ужасите от 2013 г. с автор американския писател Стивън Кинг и е продължението на неговия роман „Сиянието“ от 1977 г. Книгата достига първа позиция в списъка на бестселърите на „Ню Йорк Таймс“ за печатните и електронните книги (комбинирано). „Доктор Сън“ печели наградата „Брам Стокър“ за най-добър роман през 2013 г.
Романът се адаптира в едноименен филм, който трябва да излезе на 8 ноември 2019 г.

## Сюжет
След събитията в „Сиянието" Дани Торънс остава психологически травмиран, а майка му Уенди бавно се възстановява от нараняванията си. Ядосани призраци от хотел „Овърлук“ – жената от стая 217 и бившия собственик на хотела Хорас Дервент – все още искат да намерят Дани и да погълнат неговото сияние. Дик Халоран, готвачът на хотела, учи Дани да създава кутии в ума си, които да задържат призраците.
Като възрастен, Дани (вече Дан) върви по стъпките на баща си в пиянството и гнева. Дан прекарва години, шляейки се из цялата страна, но стига в Ню Хампшър и решава да откаже пиенето. Той се установява в малкото градче Фразиер. Първо работи на туристическа атракция, а след това в хоспис. Посещава срещи на анонимните алкохолици. Неговото сияние, потиснато от пиенето му, се появява отново и му позволява да осигури комфорт на умиращите в хосписа пациенти. Помага му котка, която усеща кога някой ще умре. Така Дан придобива прякора „Доктор Сън“.
В същото време Абра Стоун – момиче, родено през 2001 г. – започва да проявява свои психически сили, когато предвижда и сигнализира на родителите си терористичните атаки на 11 септември. Тя неволно установява телепатична връзка с Дан. С времето контактът става по-съзнателен, а сиянието ѝ – по-силно от неговото. Една нощ Абра телепатично е свидетел на ритуалното мъчение и убийство, извършено от Истинска Задруга – група от „почти“ безсмъртни, много от които притежават свое собствено сияние; скитат се из Америка и периодично се хранят с „пара“, изпарение, излизащо от хора със сиянието, когато умират в мъчение. Лидерът на Истинска Задруга, Роуз Шапката, усеща съществуването на Абра и измисля план за отвличането и използването ѝ за неограничен запас на пара.
Прихванали дребна шарка от последната си жертва, Истинска Задруга започват да измират. Те вярват, че парата на Абра може да ги излекува. Момичето иска помощ от Дан и той разкрива телепатичната им комуникация на баща ѝ Давид и семейния ѝ лекар Джон Далтън. Първоначално Дейвид е ядосан и скептичен, но започва да вярва на Дан и се съгласява да изпълни плана му за спасяване на Абра. С помощта на Били Фримън, приятел на Дан, Дейвид и Дан убиват група от Истинска Задруга, водена от любовника на Роуз Кроу Татко. Дан осъзнава, че Роуз ще преследва Абра колкото е нужно, за да си отмъсти. Кроу успява да отвлече момичето, но Абра и Дан телепатично си сменят съзнанията и в крайна сметка Кроу умира. Дан посещава прабабата на Абра Кончета, която умира от рак и телепатично научава от нея, че той и майката на Абра Луси имат един и същ баща. Когато Кончета умира, Дан поема болната ѝ пара. Междувременно разногласията в редиците на Истинска Задруга, породени от манията на Роуз за отмъщение, водят до разделяне на групата. Роуз остава с още по-малко последователи.
Абра телепатично примамва Роуз да се изправи срещу нея на мястото, където някога се е намирал хотел „Овърлук“ в Скалистите планини в Колорадо, а сега е дом за The True Knot. Дан и Били пътуват до мястото, а Абра им помага с астралната си проекция. Дан убива членовете на Истинска Задруга, като използва парата, събрана от Кончета. Освобождава духа на Хорас Дервент, за да убие последния член, Тихата Сари, чакаща него и Абра в засада. Двамата се борят с Роуз в дълга психическа битка. С помощта на Били и призрака на бащата на Дан, Джак Торънс, те избутват Роуз от платформата за наблюдение и тя умира. Напускайки лагера, Дан се помирява с баща си.
В епилога Дан празнува 15 години трезвеност и присъства на петнадесетия рожден ден на Абра. Той ѝ разказва за алкохолизма и насилието, които се предават в семейството му, и я предупреждава да се пази от тях. Абра го уверява, че ще се държи добре, но преди да приключат разговора, Дан се връща в хосписа си, където утешава умиращия си колега, с когото са враждували в миналото.

## Факти за написването
Кинг описва идеята за продължение на романа „Сиянието“ от 1977 г. на 19 ноември 2009 г., по време на рекламно турне за романа му „Под купола“. По време на четене, водено от режисьора Дейвид Кронънбърг в „Canon Theatre“, Кинг казва, че продължението ще проследи Дани Торънс, сега в 40-те си години, живеещ в Ню Хампшър, където работи в хоспис и с помощта на силите си помага на неизлечимо болни пациенти да умрат в мир.  1 декември 2009 г., Кинг публикува анкета на официалния си уебсайт, където иска посетителите да гласуват коя книга трябва да напише първо, „Доктор Сън“ или следващия роман на Тъмната кула:
’’Споменах два потенциални проекта, докато бях на пътя, една нова книга от средата на света (не специално за Роланд Дешайн, но той и неговият приятел Кътбърт са в него, ловувайки скинмен – така се наричат върколаците в това изгубено царство) и продължение на „Сиянието“, наречено „Доктор Сън“. Интересувате ли се от някоя от тях? Ако е така, коя от тях ви грабва повече? Ще преброим гласовете ви (и разбира се всичко това не означава нищо, ако музата ми не дойде).’’ }
Гласуването приключва на 31 декември 2009 г., като „Доктор Сън“ печели анкетата с 5861 гласа срещу 5812 за „Вятърът през ключалката“.
На 23 септември 2011 г. Стивън Кинг получава наградата „Мейсън“ на събитието „Fall for the Book“ в Университет „Джордж Мейсън“ във Феърфакс (Вирджиния), по време на което чете откъс от „Доктор Сън“ . Кинг приключва работата по първата чернова в началото на ноември 2011 г.  На 19 февруари 2012 г. Кинг чете началото на „Доктор сън“ на фестивала на книгата в Савана, в Савана (Джорджия).
В интервю за Ентъртейнмънт Уийкли, Кинг разкрива, че е наел изследовател Роки Ууд да работи върху взаимовръзката между „Сиянието“ и „Доктор Сън“.
Историята е отчасти вдъхновена от Оскар, котка, за която се предполага, че предвижда кога неизлечимо болни пациенти ще умрат. Кинг казва: „Помислих си: „Искам да напиша история за това. И тогава направих връзка с Дани Торънс като възрастен, работещ в хоспис. Помислих си: Това е. Аз ще напиша тази книга. Котката трябваше да е там. Винаги ми трябват две неща, за да тръгна. Котката беше скоростната кутия, а Дани – двигателят“.

## Издаване
На 8 май 2012 г. официалният сайт на Стивън Кинг обявява дата за публикуването на „Доктор Сън“ – 15 януари, 2013 и дава възможност за предварителна поръчка (544 страници и ISBN 978-1-4516-9884-8). Датата за публикуване и възможността за предварителна поръчка обаче са премахнати на следващия ден с изявлението, че предстои да се даде нова. Стивън Кинг не е доволен от настоящия вид на романа и смята, че има нужда от много редакции. На 18 септември 2012 г. е обявена дата за публикуване – 24 септември 2013 г.  „Cemetery Dance“ също публикува „Доктор Сън“ като лимитирана серия в три версии: Gift версия (ограничена до 1750 копия), Limited версия (ограничена до 700 копия) и Lettered версия (ограничена до 52 копия), като последните две са подписани от Стивън Кинг и илюстраторите.  На 1 март 2013 г. официалният сайт на Стивън Кинг разкрива корицата на книгата. 
Колекционерско издание е обявено през август 2013 г. от Hodder & Staughton за издаване в Обединеното кралство, ограничено до 200 номерирани копия, подписани от Стивън Кинг. 

## Филмова адаптация
Филмовата адаптация на романа се подготвя с режисьор Майк Фланаган, който работи с преработена от него версия на сценария на Акива Голдсман, Юън Макгрегър в ролята на Дани Торънс, Ребека Фъргюсън в ролята на Роуз Шапката и Кайли Кюран в ролята на Абра. Warner Bros. планира да пусне филма на 8 ноември 2019 година.